# 民族解放军 (哥伦比亚)
民族解放军（西班牙語：Ejército de Liberación Nacional，缩写为ELN）是哥伦比亚的一支左翼反政府武装。该组织成立于1964年，由法比奥·巴斯克斯·卡斯塔尼奥及其他一些在古巴接受过军事训练的共产主义者建立。该组织深受马克思列宁主义和解放神学影响。2019年，该组织约有2500名武装人员。多年来，该组织一直是仅次于哥伦比亚革命武装力量—人民军的哥伦比亚第二大反政府武装。